# União das Freguesias de Vale de Mendiz, Casal de Loivos e Vilarinho de Cotas
Die União das Freguesias de Vale de Mendiz, Casal de Loivos e Vilarinho de Cotas ist eine portugiesische Gemeinde (Freguesia) im Kreis (Concelho) Alijó im Norden Portugals.

## Geschichte
Die Gemeinde entstand im Zuge der Gebietsreform vom 29. September 2013 durch die Zusammenlegung der ehemaligen Gemeinden Vale de Mendiz, Casal de Loivos und Vilarinho de Cotas. Vilarinho de Cotas wurde Sitz der neuen Verwaltung.

## Demographie
| Freguesia | Freguesia                                            | Freguesia | Freguesia       | ehemalige Freguesias | ehemalige Freguesias | ehemalige Freguesias | ehemalige Freguesias |
| --------- | ---------------------------------------------------- | --------- | --------------- | -------------------- | -------------------- | -------------------- | -------------------- |
| Wappen    | Freguesia                                            | Einwohner | Fläche in (km²) | Wappen               | Freguesia            | Einwohner            | Fläche in (km²)      |
|           | Vale de Mendiz, Casal de Loivos e Vilarinho de Cotas | 449       | 12,94           |                      | Vale de Mendiz       | 248                  | 5,59                 |
|           | Vale de Mendiz, Casal de Loivos e Vilarinho de Cotas | 449       | 12,94           | Casal de Loivos      | 181                  | 4,83                 |                      |
|           | Vale de Mendiz, Casal de Loivos e Vilarinho de Cotas | 449       | 12,94           | Vilarinho de Cotas   | 149                  | 2,53                 |                      |